# Écoles publiques du comté de Montgomery (Maryland)
Les écoles publiques du comté de Montgomery (en anglais Montgomery County Public Schools, MCPS) constituent un district scolaire du Maryland. Le district a son siège à Rockville et des écoles dans le comté de Montgomery.
Le district scolaire a un programme pour évaluer et améliorer les enseignants.
En 2011, le district a un taux d'obtention de diplôme de 85,7 %, le plus fort taux des cinquante plus grands districts scolaires des États-Unis.
En 2014, le district a établi le plus grand programme d'ordinateur dans les États-Unis, et a acheté 240 000 Acer ChromeBooks.

## Écoles

### Lycées
- Albert Einstein High School
- Bethesda-Chevy Chase High School
- James Hubert Blake High School
- Winston Churchill High School
- Clarksburg High School
- Damascus High School
- Gaithersburg High School
- Walter Johnson High School
- John F. Kennedy High School
- Colonel Zadok A. Magruder High School
- Montgomery Blair High School
- Northwest High School
- Northwood High School
- Paint Branch High School
- Poolesville High School
- Quince Orchard High School
- Richard Montgomery High School
- Rockville High School
- Seneca Valley High School
- Sherwood High School
- Springbrook High School
- Watkins Mill High School
- Wheaton High School
- Walt Whitman High School
- Thomas Sprigg Wootton High School